# 원천초등학교 (경기)
원천초등학교는 대한민국 경기도 수원시 영통구에 있는 공립 초등학교이다.

## 학교 연혁
- 1993. 03. 01 원천국민학교 설립 인가
- 1993. 03. 01 초대 곽철영 교장 부임
- 1993. 05. 01 원천국민학교 개교(15학급)
- 1996. 03. 01 원천초등학교로 교명 개칭
- 1997. 09. 22 도지정 인성교육 자율시범학교 운영
- 2002. 02. 07 교육활동 우수 국무총리 표창
- 2005. 12. 22 원천도서관 리모델링 개관
- 2008. 03. 05 급식실 현대화 시설 공사
- 2008. 05. 30 학교 숲 가꾸기 및 공원화
- 2012. 03. 01 제7대 윤철호 교장 부임
- 2012. 12. 24 급식 우수 학교 경기도교육감 표창
- 2013. 01. 19 WEE클래스 상담실 신설
- 2015. 02. 13 제21회 졸업식(140명, 누계 5,171명)
- 2015. 03. 01 30학급 편성(특수 1학급 포함)

## 참고 자료
- 원천초등학교 - 한국교육학술정보원 학교알리미